# 龐弗里 (馬里蘭州)
龐弗里（英語：Pumphrey）是位於美國馬里蘭州安妮阿倫德爾縣的一個非建制地區。

## 地理
龐弗里所處的海拔為高於海平面21米（即69英呎），而該地所採用的時區為UTC-5，即北美东部時區（EST）。同時該地設有夏令時間，為UTC-5調快一小時，即UTC-4（EDT）。